# Sergei Stanischew

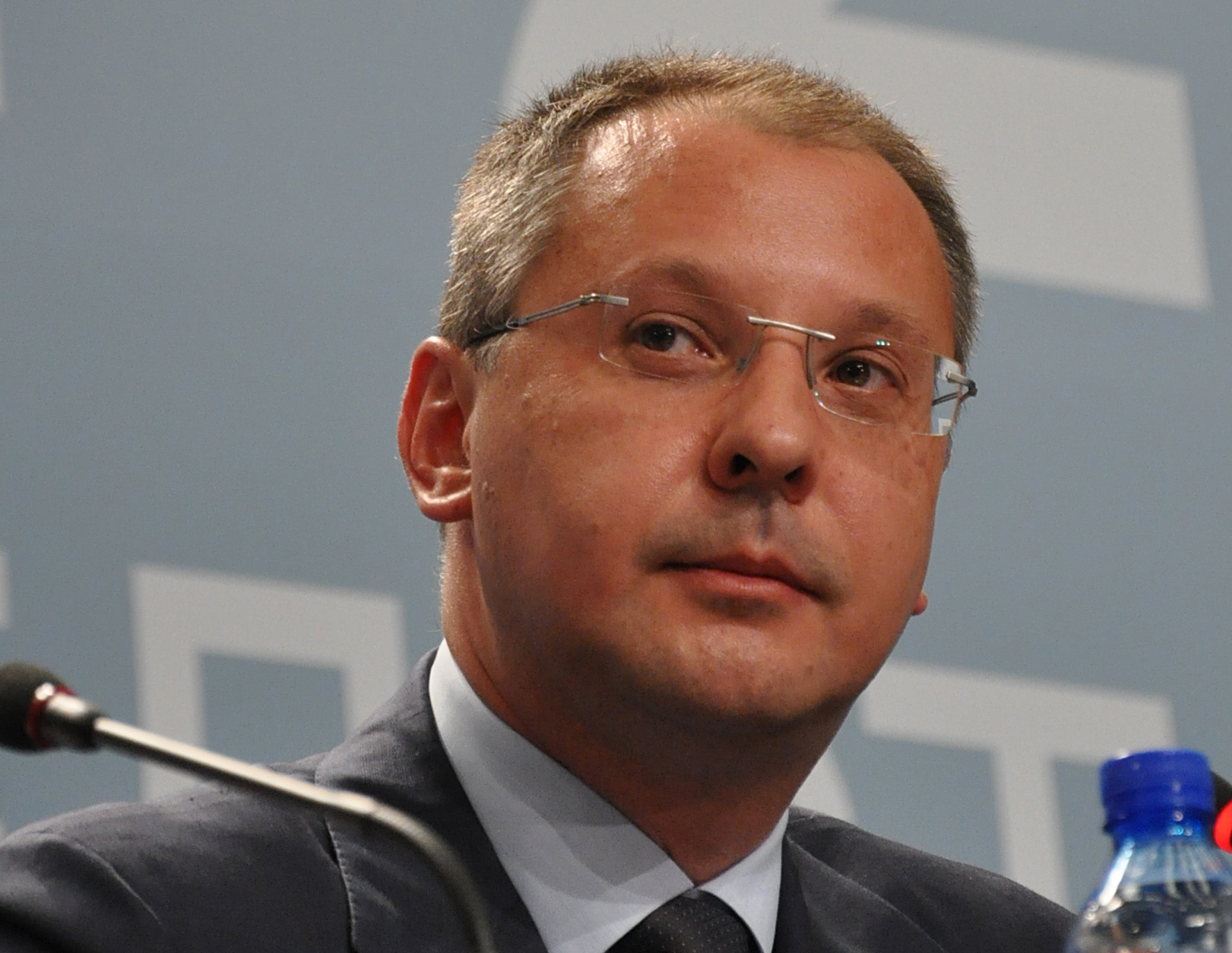
Sergei Stanischew (2009)

Sergei Dmitrijewitsch Stanischew (bulgarisch Сергей Дмитриевич Станишев; * 5. Mai 1966 in Cherson, Ukrainische SSR) ist ein bulgarischer Politiker. Er war Abgeordneter im Bulgarischen Parlament und von 2011 bis 2022 Vorsitzender der Sozialdemokratischen Partei Europas (SPE). Vom 16. August 2005 bis zum 26. Juli 2009 war er bulgarischer Ministerpräsident und von 2001 bis 2014 Vorsitzender der Bulgarischen Sozialistischen Partei (BSP).

## Familie und Kindheit
Sergei Stanischew wurde im heutigen ukrainischen, damals sowjetischen Cherson, als russisch Сергей Дмитриевич Станишев geboren. Die Familie seines Vaters Dimitar Stanischew stammt aus Efkarpia, das in der Nähe des heutigen nordgriechischen Kilkis (→ Makedonische Bulgaren) liegt. Nach der kommunistischen Machtübernahme 1945 in Bulgarien studierte Dimitar Geschichte an der Lomonossow-Universität Moskau, wo er seine spätere Frau Dina Muchina, die Mutter von Sergei, kennenlernte. Aus der Verbindung wurde auch der ältere Bruder von Sergei, Georgij geboren. Nach der Promotion seines Vaters in Geschichte des Marxismus-Leninismus an seiner Alma Mater zog die Familie in die bulgarische Hauptstadt Sofia. In Bulgarien angekommen, nahm Sergeis Vater Dimitar unterschiedliche hohe Positionen der Bulgarischen Kommunistischen Partei (kurz BKP) ein. 1974 wurde er bulgarischer Botschafter in Moskau und ab 1977 war er Sekretär des und vom Mai 1977 bis zum Sturz des Kommunismus 1990 Mitglied des Zentralkomitees der BKP. Seine Mutter Dina wurde Professorin für Slawistik an der Universität Sofia.
Sergei Stanischew studierte selbst an der Moskauer Lomonossow-Universität und machte dort 1989 einen Bachelor-Abschluss. Er arbeitete als freier Journalist zu außenpolitischen Themen, promovierte 1994 in Geschichte und spezialisierte sich anschließend auf Politologie.
Seit seiner Geburt war Sergei sowjetischer und nach dem Zerfall der Sowjetunion russischer Staatsbürger. Er nahm erst 1996 die bulgarische Staatsbürgerschaft an und gab dabei die russische zurück.

## Politische Laufbahn
Ab 1995 war Stanischew in der BSP offiziell mit Außenpolitik und internationalen Angelegenheiten befasst und von 1996 bis 2001 Vorsitzender des dafür zuständigen Parteigremiums. Im Juni 2001 wurde er ins Bulgarische Parlament gewählt und im Dezember 2001 zum Parteivorsitzenden der BSP.
Bei der Wahl am 25. Juni 2005 errang er einen Sieg über die bisherige Regierung und löste damit Simeon Sakskoburggotski als Ministerpräsident ab. Die von Stanischew geführten Sozialisten bildeten daraufhin eine Große Koalition mit der NDSW von Sakskoburggotski und der türkischen Minderheitspartei.
Stanischew zog Kritik von Menschenrechtlern auf sich, als er im Juni 2008 im Vorfeld des ersten Christopher Street Day Bulgariens äußerte, er „akzeptiere Menschen anderer sexueller Orientierung, befürworte aber nicht die Zurschaustellung dieser Orientierung“.
Das Ende seiner Regierungszeit wurde vom Stopp der EU-Finanzhilfen überschattet. Der Regierung wurde außerdem das Scheitern der EU-Politik sowie Korruption, eine unzureichende Bekämpfung der Mafia und das Fehlen einer angemessenen Jugendpolitik vorgeworfen. Seit der Demokratisierung des Landes war sie die bulgarische Regierung mit dem geringsten Vertrauen in der Bevölkerung am Ende ihrer Regierungszeit. Anfang 2009 schenkten ihr nur noch 15 % der Bulgaren ihr Vertrauen, während 76 % gegen sie waren.
Bei den Parlamentswahlen von 2009 verloren alle Parteien der von Stanischew angeführten Koalition. Für die Sozialisten, die danach mit nur 40 Abgeordneten im Parlament vertreten waren, war es das schlechteste Ergebnis in ihrer Geschichte. Dennoch konnte sich Stanischew innerhalb der Partei behaupten und behielt den Posten des Parteichefs.
Im November 2011 wurde er als Nachfolger von Poul Nyrup Rasmussen zum Präsidenten der Sozialdemokratischen Partei Europas gewählt. Er übte das Amt bis Oktober 2022 aus, wo auf dem SPE-Kongress in Berlin Schwedens ehemaliger Premier Stefan Löfven zu seinem Nachfolger gewählt wurde.
Bei der Europawahl 2014 wurde Stanischew ins Europäische Parlament gewählt. Im selben Jahr folgte ihm Michail Mikow im Amt des Parteivorsitzenden der bulgarischen Sozialisten nach.

## Privatleben
Stanischew ist seit 2013 mit der PR-Agentin Monika Janowa verheiratet. Sie brachte am 1. Mai 2011 die gemeinsame Tochter Daria zur Welt.